# Ореј
Ореј (или Орије) је у грчкој митологији било име више личности.

## Митологија
- Био је један од планинских богова, највероватније планине Отрис у Малији у централној Грчкој. Његова мајка је била Геја, као и осталим планинама. Он је био отац Оксила и Хамадријаде.[1]
- Био је гигант из Тракије, Агријев брат и Полифонтин син. Пошто се њихова мајка замерила Артемиди, она јој је је у срцу распламсала страст према медведу и она је своја два сина добила са њим. Они су били делимично људи, а делимично медведи, изузетно велики и снажни. Међутим, презрели су и богове и људе. Чак су пролазнике одвлачили кући и јели их. Зевс их се гнушао и наложио је Хермесу да их казни како жели. Он је намерио да им одсече удове, али их је спасио Ареј, јер су они били његови потомци. Уз помоћ Хермеса, претворио их је у птице. Ореј је постао рогата сова (род Bubo), птица која доноси лошу срећу. У птицу (врсту сове) се претворила и његова мајка, па чак и слушкиња, која је, док је мењала облик, замолила богове да не постане птица која ће доносити несрећу људима. Њену молбу су чули Хермес и Ареј и пошто су пресудили да је она недужна, јер је морала да испуњава злу вољу својих господара, претворили су је у детлића, за кога су веровали да је добро да се види пред лов или празнике.[2]
- Један од кентаура кога је убио Херакле, јер је пробао да украде Фолово вино.[3]
- Према Овидијевим „Метаморфозама“, један од Лапита, који се борио против кентаура и кога је убио Гринеј. Био је Микалин син.[4]